# Кучерявый, Герасим Евсеевич
Герасим Евсеевич Кучерявый (1903—1942) — красноармеец Рабоче-крестьянской Красной Армии, участник Великой Отечественной войны, Герой Советского Союза (1943).

## Биография
Родился 4 марта 1903 года в селе Николаевка (ныне — Татарский район Новосибирской области). После окончания начальной школы был сначала подсобным рабочим на маслозаводе, затем счетоводом в Николаевке. В 1928 году переехал в станицу Платнировская Краснодарского края, работал бухгалтером. В 1942 году был призван на службу в Рабоче-крестьянскую Красную Армию. С того же года — на фронтах Великой Отечественной войны, был стрелком 256-го стрелкового полка 30-й стрелковой Иркутской дивизии 56-й армии сначала Северо-Кавказского, затем Закавказского фронта. Отличился во время битвы за Кавказ.
11 ноября 1942 года у села Безымянное (ныне входит в территорию, подчинённую городу Горячий Ключ Краснодарского края) в составе своего подразделения участвовал в обороне подступов к селу Фанагорийское. Расположившись на господствующей высоте в оборудованной огневой точке, Кучерявый со своим вторым номером контролировал долину реки Псекупс и дорогу, а также балку, открывавшую проход в тыл наших войск, ожесточенно сражавшихся за господствующую над долиной Псекупса высоту Лысая. Пулемётный расчёт Кучерявого и его подразделение участвовали в отражении большого количества немецких атак, уничтожив более 20 врагов. Когда немецким солдатам удалось подорвать дот (по другим данным уничтожен артиллерийским огнём противника), где находились Кучерявый и красноармеец Ветчинин, обоим им удалось спастись. С трудом выбравшись из под обломков брёвен и вытащив пулемёт, они переместились на запасную позицию и продолжили вести огонь из пулемёта, благодаря чему была отражена очередная вражеская атака. Оставшись один, продолжал вести огонь, пока не кончились патроны, а затем подорвал себя и окруживших его немецких солдат гранатой. Похоронен в станице Пятигорская Горючеключевского городского совета Краснодарского края.
Указом Президиума Верховного Совета СССР «О присвоении звания Героя Советского Союза начальствующему и рядовому составу Красной Армии» от 31 марта 1943 года за «образцовое выполнение боевых заданий командования на фронте борьбы с немецкими захватчиками и проявленные при этом отвагу и геройство» удостоен посмертно высокого звания Героя Советского Союза. Также посмертно был награждён орденом Ленина.
Память
В его честь названа улица в Горячем Ключе, на месте его последнего боя находится мемориальный комплекс.